# Mycetophila ichneumonea
Mycetophila ichneumonea är en tvåvingeart som beskrevs av Thomas Say 1823. Mycetophila ichneumonea ingår i släktet Mycetophila och familjen svampmyggor. Arten är reproducerande i Sverige. Inga underarter finns listade i Catalogue of Life.